# Загесі
Загесі (груз. ზაჰესი) — даба (містечко) у Ґлданському районному муніципалітеті міста Тбілісі, Грузія.

## Географія

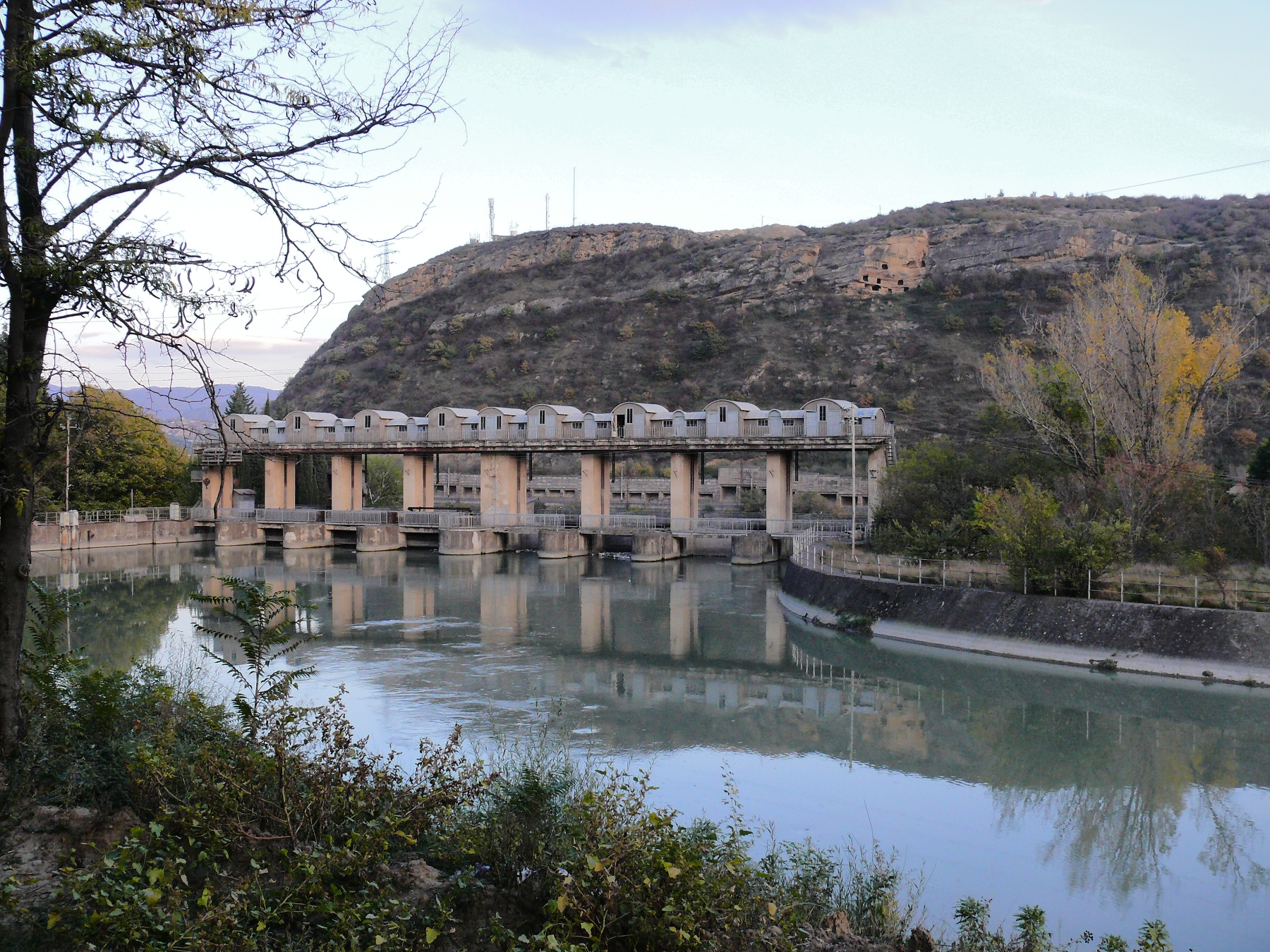
Гребля Земо-Авчальської ГЕС

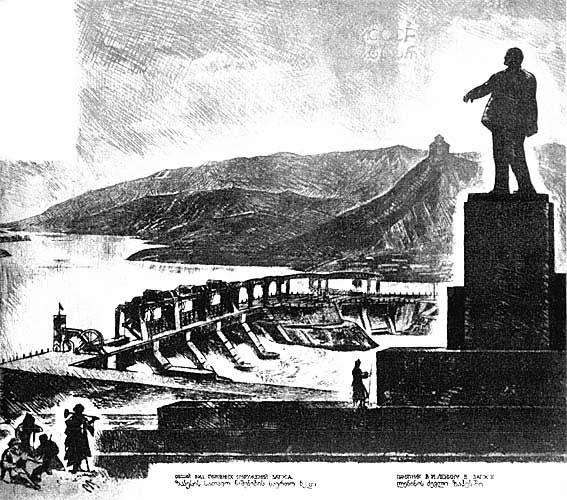
Пам'ятник Леніну на Земо-Авчальській ГЕС. Офорт Ігнатія Нівінського. 1927 рік

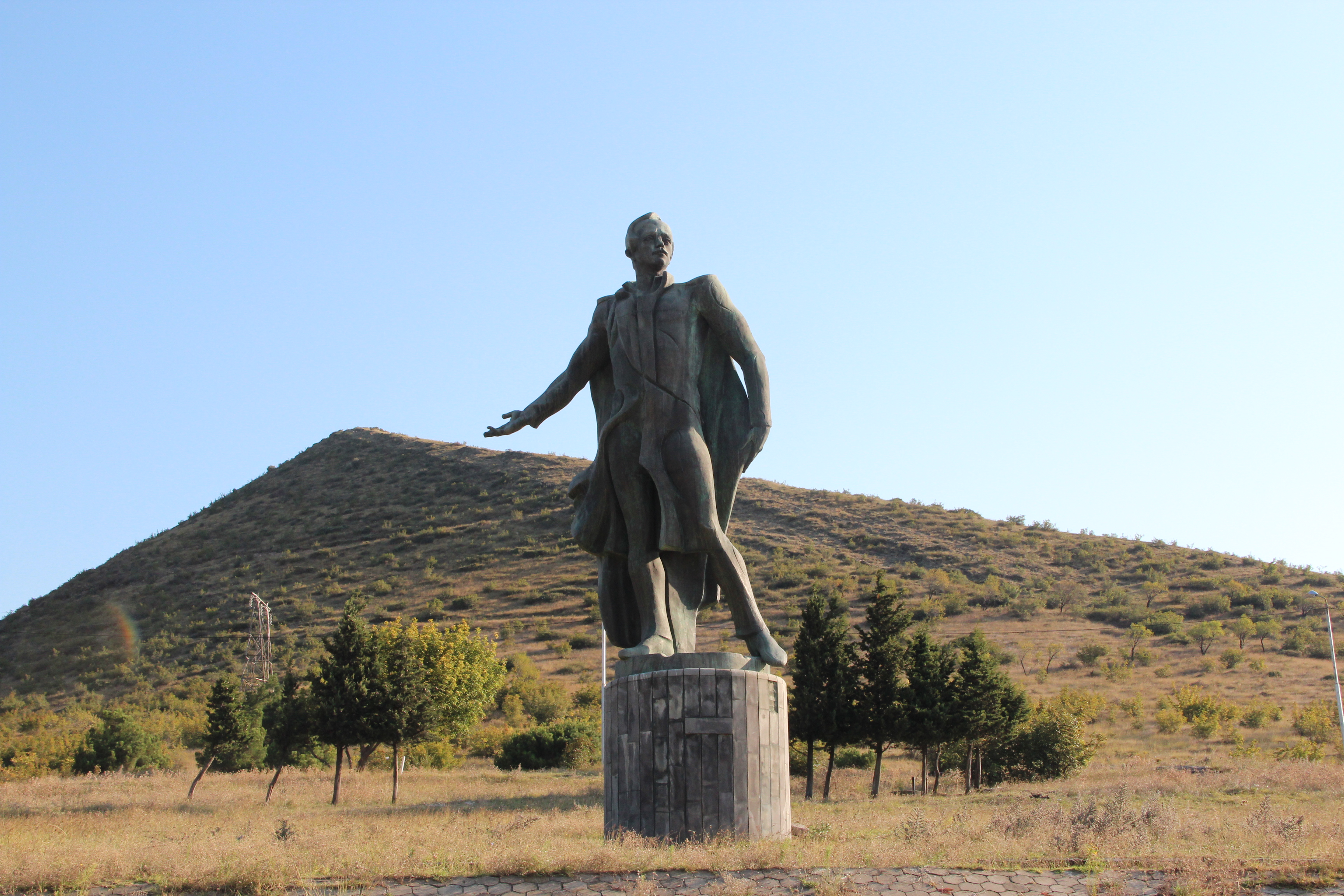
Пам'ятник Лєрмонтову в передмісті Загесі

Загесі розташоване у Тбіліській улоговині на південних схилах Саґурамського хребта, на лівому березі річки Мткварі, за 6 км від Мцхети та за 24 км від центру Тбілісі, 480 м над рівнем моря. За 1,5 км від Загесі знаходиться Джварійський монастир.

## Клімат
У містечку Загесі теплий вологий континентальний клімат, з м'якою зимою та довгим теплим літом.
Середньорічна температура — 12,5 °C. Найтеплішим місяцем є липень, з середньою температурою 24,1 °C, найпрохолоднішим — січень, з середньою температурою 0,9 °C.
Середньорічна норма опадів — 563 мм. Найменше опадів випадає у січні — 24 мм, найбільше в травні, у середньому 88 мм.

## Історія
Містечко виникло у 1923 році, як робітниче селище, коли почалось будівництво Земо-Авчальської ГЕС імені В. І. Леніна — першої гідроелектростанції Грузії.
У 1927 році на території Земо-Авчальської ГЕС був встановлений один з найвищих в СРСР пам'ятників Леніну (заввишки 25 метрів, постамент — 11 метрів, фігура — 14 метрів). Скульптор Іван Шадр, архітектори А. Кальгін, М. Мачаваріані, інженер К. Леонтьєв. Пам'ятник демонтовано у 1990 році.
У 1967 році Загесі отримало статус селища міського типу.
З 2006 до 2008 року Загесі входило до складу Мцхетського муніципалітету, після чого увійшло до Ґлдані-Надзаладевійського, а у 2013 році, після поділу районів, до Ґлданського районного муніципалітету міста Тбілісі.

## Демографія
Чисельність населення містечка Загесі, станом на 2014 рік, налічує 5,200 осіб, більшість з яких грузини.

## Транспорт
У Загесі знаходиться однойменна залізнична станція Грузинської залізниці, на лінії Хашурі — Тбілісі-Вузлова (Навтлугі).